# Finanzas corporativas
Finanzas corporativas es una disciplina de la administración de empresas y de las ciencias económicas que estudia la gestión de los recursos financieros en corporaciones y otras entidades empresariales. Su objetivo principal es maximizar el valor de la empresa para los accionistas mediante decisiones estratégicas sobre inversión, financiamiento y distribución de dividendos.

## Áreas principales
Las finanzas corporativas se centran en varios ámbitos clave:
- Asignación de recursos: planificación y control de cómo se utilizan los fondos disponibles para proyectos e inversiones.
- Estructuración de capital: determinación de la combinación óptima entre deuda y capital propio.
- Valoración de empresas: cálculo del valor económico de la empresa, considerando flujos de caja, riesgos y activos.
- Gestión del riesgo: identificación y mitigación de riesgos financieros asociados a operaciones, inversiones y financiamiento.
- Política de dividendos: decisiones sobre la distribución de beneficios a los accionistas frente a la reinversión en la empresa.

## Principios fundamentales
Las finanzas corporativas se basan en principios que guían la toma de decisiones:
- Maximización del valor para el accionista: todas las decisiones deben orientarse a incrementar el valor presente neto de la empresa.
- Equilibrio entre rentabilidad y riesgo: evaluar la relación entre los posibles beneficios y la exposición a pérdidas financieras.
- Información y transparencia: el acceso a información completa y confiable es esencial para decisiones eficientes.
- Consideración del entorno económico: factores como inflación, tasas de interés y condiciones de mercado afectan la estrategia financiera.

## Herramientas y técnicas
Entre las herramientas más utilizadas se encuentran:
- Análisis financiero: evaluación de estados financieros y ratios para medir desempeño.
- Valoración de proyectos: técnicas como el Valor Presente Neto (VPN) y la Tasa Interna de Retorno (TIR).
- Gestión de riesgos financieros: uso de derivados, seguros y estrategias de diversificación.
- Modelos de estructuración de capital: métodos para decidir la combinación óptima de deuda y capital propio.

## Fundamentos teóricos

### Definición y alcance
Las finanzas corporativas abarcan el conjunto de decisiones financieras que enfrentan las empresas en su operación diaria y en su planificación estratégica a largo plazo. Esta disciplina integra conceptos de economía financiera, contabilidad, matemáticas financieras y teoría de la decisión para proporcionar herramientas analíticas que permitan la toma de decisiones financieras óptimas.
La disciplina se distingue de las finanzas personales por su enfoque en entidades corporativas con responsabilidad limitada, múltiples stakeholders y acceso a mercados de capitales. Asimismo, se diferencia de las finanzas públicas por su orientación hacia la generación de valor económico y la maximización de la riqueza de los accionistas.

### Evolución histórica
El desarrollo de las finanzas corporativas como disciplina académica y profesional ha experimentado tres grandes etapas evolutivas:
Enfoque tradicional (1900-1950): Surgido tras la Primera Guerra Mundial, se caracterizó por un énfasis descriptivo en aspectos jurídicos y contables de las fusiones, quiebras y emisión de valores. El análisis se centraba principalmente en la perspectiva del outsider o inversionista externo.
Enfoque moderno (1950-1980): Marcado por el desarrollo de teorías normativas y modelos cuantitativos. Destacan contribuciones fundamentales como el teorema de Modigliani-Miller, la teoría moderna de portafolios de Harry Markowitz y el modelo de valoración de activos de capital (CAPM). Este período estableció las bases científicas de la disciplina.
Enfoque contemporáneo (1980-presente): Caracterizado por la incorporación de elementos de economía de la información, teoría de agencia, finanzas conductuales y teoría de contratos. Se reconoce a la empresa como un nexo de contratos entre diferentes agentes económicos con intereses potencialmente conflictivos.

## Decisiones fundamentales

### Decisiones de inversión
Las decisiones de inversión, también conocidas como presupuesto de capital, implican la selección y evaluación de proyectos de inversión que maximicen el valor de la empresa. Estas decisiones determinan el tamaño, composición y naturaleza de los activos fijos que poseerá la empresa.
Las principales herramientas para la evaluación de inversiones incluyen:
- Valor actual neto (VAN)
- Tasa interna de retorno (TIR)
- Período de recuperación
- Índice de rentabilidad
- Valor económico agregado (EVA)

### Decisiones de financiamiento
Las decisiones de financiamiento se refieren a la determinación de la estructura de capital óptima, es decir, la combinación apropiada entre deuda y patrimonio que minimice el costo de capital y maximice el valor de la empresa.
Los factores clave en estas decisiones incluyen:
- Costo de la deuda vs. costo del patrimonio
- Escudo fiscal de la deuda
- Costos de dificultades financieras
- Teoría del orden jerárquico (pecking order theory)
- Teoría de la compensación (trade-off theory)

### Decisiones de dividendos
Las decisiones sobre política de dividendos involucran la determinación de qué proporción de las utilidades debe distribuirse a los accionistas y qué parte debe retenerse para reinversión en la empresa.
Las teorías principales incluyen:
- Teorema de irrelevancia de Miller-Modigliani
- Modelo de Gordon
- Teoría del pájaro en mano
- Hipótesis de la señalización

## Conceptos fundamentales

### Valor temporal del dinero
El valor temporal del dinero constituye el principio más básico de las finanzas, estableciendo que una unidad monetaria disponible hoy vale más que la misma unidad en el futuro debido a su capacidad de generar rendimientos. Este concepto es fundamental para la valoración de activos y la evaluación de proyectos de inversión.

### Relación riesgo-rentabilidad
La teoría moderna de portafolios establece que existe una relación positiva entre el riesgo y la rentabilidad esperada. Los inversionistas, siendo aversos al riesgo, requieren una prima por riesgo para aceptar inversiones con mayor volatilidad.
Los tipos de riesgo relevantes incluyen:
- Riesgo sistemático: No diversificable, afecta a todo el mercado
- Riesgo no sistemático: Diversificable, específico de la empresa o sector
- Riesgo de liquidez: Relacionado con la facilidad de conversión a efectivo
- Riesgo de crédito: Asociado al incumplimiento de obligaciones

### Costo de capital
El costo de capital representa la tasa de retorno mínima que debe generar la empresa para satisfacer las expectativas de sus proveedores de fondos. Se calcula mediante el costo promedio ponderado de capital (WACC), que considera los costos relativos de deuda y patrimonio.

### Apalancamiento financiero
El apalancamiento financiero mide el grado en que una empresa utiliza deuda para financiar sus activos. Un apalancamiento óptimo puede incrementar la rentabilidad para los accionistas, pero también aumenta el riesgo financiero y la probabilidad de dificultades financieras.

## Áreas especializadas

### Fusiones y adquisiciones
Las fusiones y adquisiciones (M&A) representan transacciones mediante las cuales las empresas buscan crear valor a través de sinergias operativas, financieras o fiscales. El proceso involucra valoración de empresas, estructuración de transacciones y gestión de la integración post-fusión.

### Finanzas internacionales
Las finanzas internacionales abordan las decisiones financieras de empresas multinacionales, incluyendo gestión del riesgo cambiario, riesgo político y optimización fiscal en múltiples jurisdicciones.

### Banca de inversión
La banca de inversión proporciona servicios especializados a corporaciones, incluyendo emisión de valores, asesoría en M&A, financiamiento de proyectos y gestión de riesgo.

### Finanzas corporativas en mercados emergentes
Las finanzas corporativas en mercados emergentes enfrentan desafíos particulares como mayor volatilidad, mercados de capitales menos desarrollados, riesgo país y marcos regulatorios en evolución.

## Modelos y herramientas

### Modelos de valoración
- Modelo de descuento de dividendos
- Modelo de flujos de efectivo descontados
- Múltiplos de valoración
- Opciones reales
- Modelo Black-Scholes para valoración de opciones

### Análisis financiero
- Razones financieras
- Análisis DuPont
- Análisis de sensibilidad
- Análisis de escenarios
- Simulación Monte Carlo

## Regulación y gobierno corporativo
Las finanzas corporativas están sujetas a un marco regulatorio extenso que busca proteger a inversionistas, mantener la estabilidad del sistema financiero y promover la transparencia en los mercados. Los principales organismos reguladores incluyen la Securities and Exchange Commission (SEC) en Estados Unidos, la Comisión Nacional del Mercado de Valores en España, y organismos equivalentes en otros países.
El gobierno corporativo establece el marco de control interno y externo que guía las decisiones financieras, asegurando que los intereses de la gerencia se alineen con los de los accionistas y demás stakeholders.

## Tendencias contemporáneas

### Finanzas conductuales
Las finanzas conductuales incorporan elementos psicológicos y cognitivos en el análisis financiero, reconociendo que los tomadores de decisiones no siempre actúan de manera perfectamente racional.

### Finanzas sostenibles
Las finanzas sostenibles integran criterios ESG (ambientales, sociales y de gobernanza) en las decisiones de inversión y financiamiento, reflejando una creciente conciencia sobre la responsabilidad social corporativa.

### Tecnología financiera
La tecnología financiera (fintech) está transformando las finanzas corporativas a través de innovaciones como blockchain, inteligencia artificial, big data y plataformas digitales de financiamiento.

### Textos fundamentales
- Brealey, Richard A.; Myers, Stewart C.; Allen, Franklin (2020). Principles of Corporate Finance (13.ª edición). McGraw-Hill. ISBN 978-1260565553.
- Ross, Stephen A.; Westerfield, Randolph W.; Jaffe, Jeffrey (2019). Corporate Finance (12.ª edición). McGraw-Hill. ISBN 978-1259918940.
- Damodaran, Aswath (2022). Applied Corporate Finance (5.ª edición). Wiley. ISBN 978-1119841623.

### Literatura especializada en español
- Dumrauf, Guillermo L. (2022). Finanzas Corporativas: Un enfoque latinoamericano (4.ª edición). Alfaomega. ISBN 978-9873832833.
- Mascareñas, Juan (2020). Finanzas para Directivos (2.ª edición). Pirámide. ISBN 978-8436841305.
- Fernández, Pablo (2019). Valoración de Empresas (5.ª edición). IESE Business School. ISBN 978-8431332914.

### Revistas académicas
- Journal of Finance
- Journal of Financial Economics
- Review of Financial Studies
- Financial Management
- Journal of Corporate Finance